# محمود حسن
محمود حسن (مواليد 1 يوليو 1984) لاعب كرة قدم إماراتي يجيد اللعب في الدفاع .
لعب سابقاً مع أندية النصر والإمارات و حتا و دبا الحصن و الحمرية و دبا الحصن و الرمس.

## روابط خارجية
- محمود حسن على موقع Soccerway.com (الإنجليزية)